# Lista över låtar av The Darkness

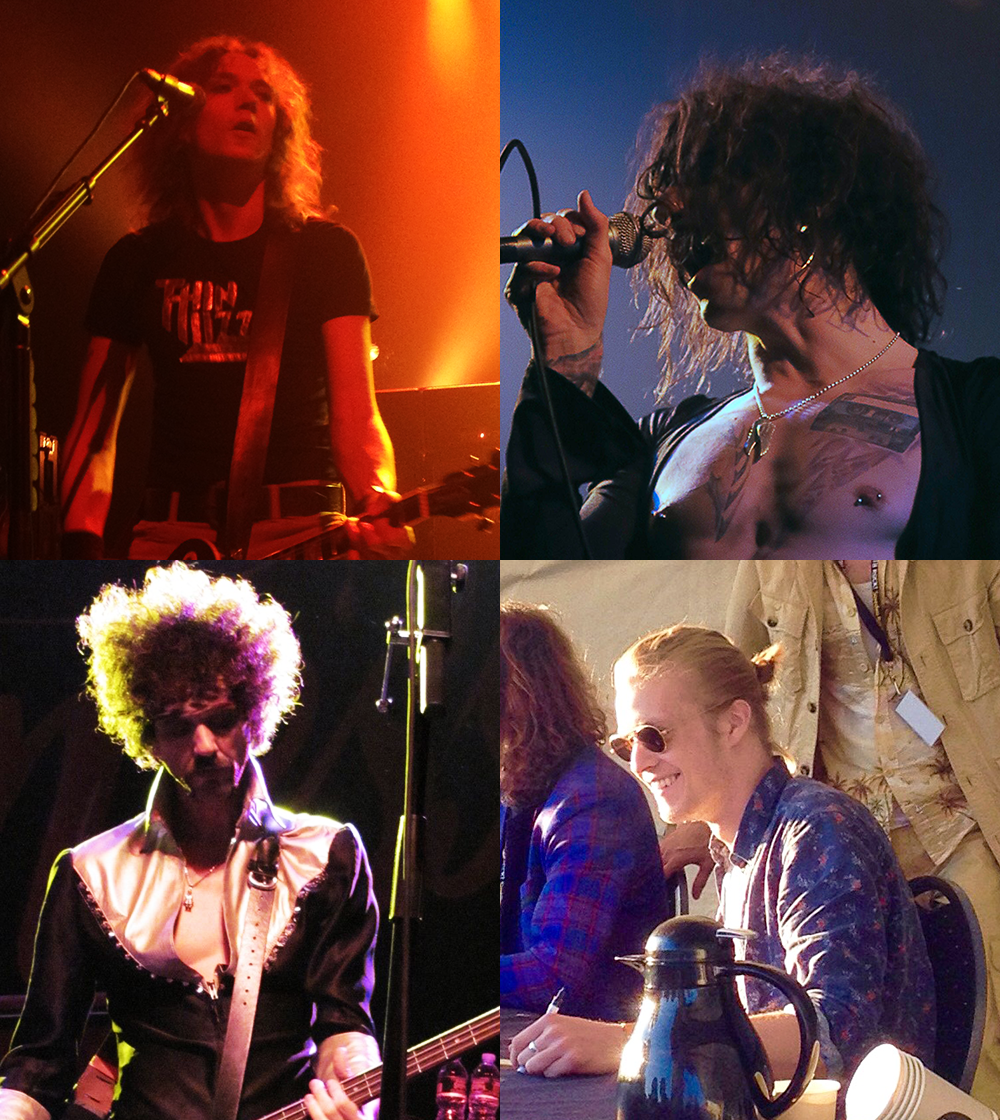
2015 års upplaga av The Darkness: Dan Hawkins, Justin Hawkins, Frankie Poullain och Rufus Taylor.

The Darkness är ett brittiskt hårdrocksband som bildades i Lowestoft, England 2000. Gruppens första utgivning var EP:n I Believe in a Thing Called Love i augusti 2002, som innehöll låtarna "Love on the Rocks with No Ice", "Love Is Only a Feeling" samt titelspåret "I Believe in a Thing Called Love". Samtliga låtar återfinns också på gruppens debutalbum, Permission to Land, som gavs ut av Atlantic Records i juli året därpå. Man gav ut fyra singlar från albumet – "Get Your Hands off My Woman", "Growing on Me", "I Believe in a Thing Called Love" och "Love Is Only a Feeling" – samtliga singlar innehöll också nya B-sidor. Två av dessa B-sidor ("The Best of Me" och "Makin' Out") återfinns på den japanska utgåvan av Permission to Land. I slutet av året gavs "Christmas Time (Don't Let the Bells End)" ut som singel.
Gruppens andra studioalbum, One Way Ticket to Hell ...and Back gavs ut i november 2005 och innehöll, likt föregående album, tio låtar. Från detta album gav man ut tre singlar: "One Way Ticket", "Is It Just Me?" och "Girlfriend". De första två innehöll två nya B-sidor vardera. Låten "Grief Hammer", som var B-sida till "One Way Ticket", återfinns på den japanska utgåvan av albumet. Gruppen upplöstes 2006 och 2008 gavs samlingsalbumet The Platinum Collection ut, som innehöll samtliga låtar från bandets två album, samt "Christmas Time (Don't Let the Bells End)".
The Darkness återförenades 2011 och gav i augusti året därpå ut sitt tredje studioalbum, Hot Cakes. På albumet återfinns elva låtar, däribland en cover av Radioheads "Street Spirit (Fade Out)". Deluxeversionen av albumet innehar ytterligare fyra låtar varav tre av dessa är nya: "I Can't Believe It's Not Love", "Pat Pong Ladies" och "Cannonball". På den sistnämnda låten medverkar också Ian Anderson från Jethro Tull. I mitten av 2014 lämnade trummisen Ed Graham bandet och ersattes av Emily Dolan Davies, som medverkar på bandets fjärde studioalbum Last of Our Kind, som gavs ut i juni 2015.
Dolan-Davies lämnade bandet 2015 och ersattes av Rufus Tiger Taylor som medverkar på The Darkness femte och sjätte studioalbum: Pinewood Smile, som gavs ut i oktober 2017, och Easter Is Cancelled, som gavs ut i oktober 2019.

## Utgivet material

### A
| Låttitel               | Låtskrivare                              | Utgivning        | År   |
| ---------------------- | ---------------------------------------- | ---------------- | ---- |
| "All the Pretty Girls" | D. Hawkins, J. Hawkins, Poullain, Taylor | Pinewood Smile   | 2017 |
| "Always Had the Blues" | D. Hawkins, J. Hawkins, Poullain         | Last of Our Kind | 2015 |
| "Au Revoir, My Friend" |                                          | Dreams on Toast  | 2025 |

### B
| Låttitel                   | Låtskrivare                              | Utgivning                          | År   |
| -------------------------- | ---------------------------------------- | ---------------------------------- | ---- |
| "Bald"                     | Graham, D. Hawkins, J. Hawkins           | One Way Ticket to Hell ...and Back | 2005 |
| "Barbarian"                | D. Hawkins, J. Hawkins, Poullain         | Last of Our Kind                   | 2015 |
| "Bareback"                 | Graham, D. Hawkins, J. Hawkins, Poullain | Growing on Me                      | 2003 |
| "Black Shuck"              | Graham, D. Hawkins, J. Hawkins, Poullain | Permission to Land                 | 2003 |
| "Blind Man"                | D. Hawkins, J. Hawkins                   | One Way Ticket to Hell ...and Back | 2005 |
| "Buccaneers of Hispaniola" | D. Hawkins, J. Hawkins, Poullain, Taylor | Pinewood Smile                     | 2017 |

### C
| Låttitel                                   | Låtskrivare                              | Utgivning                                | År   |
| ------------------------------------------ | ---------------------------------------- | ---------------------------------------- | ---- |
| "Cannonball"                               | D. Hawkins, J. Hawkins, Poullain         | Hot Cakes                                | 2012 |
| "Choke on It"                              | D. Hawkins, J. Hawkins, Poullain, Taylor | Easter Is Cancelled                      | 2019 |
| "Christmas Time (Don't Let the Bells End)" | Graham, D. Hawkins, J. Hawkins, Poullain | Christmas Time (Don't Let the Bells End) | 2003 |
| "Cold Hearted Woman"                       | Cold Hearted Woman                       | Dreams on Toast                          | 2025 |
| "Concrete"                                 | D. Hawkins, J. Hawkins, Poullain         | Hot Cakes                                | 2012 |
| "Confirmation Bias"                        | D. Hawkins, J. Hawkins, Poullain, Taylor | Easter Is Cancelled                      | 2019 |
| "Conquerors"                               | D. Hawkins, J. Hawkins, Poullain         | Last of Our Kind                         | 2015 |
| "Curse of the Tollund Man"                 | Graham, D. Hawkins, J. Hawkins, Poullain | Love Is Only a Feeling                   | 2004 |

### D
| Låttitel              | Låtskrivare                              | Utgivning                          | År   |
| --------------------- | ---------------------------------------- | ---------------------------------- | ---- |
| "Dancing House"       | D. Hawkins, J. Hawkins, Poullain, Taylor | Easter Is Cancelled                | 2019 |
| "Deck Chair"          | D. Hawkins, J. Hawkins, Poullain, Taylor | Easter Is Cancelled                | 2019 |
| "Different Eyes"      | D. Hawkins, J. Hawkins, Poullain, Taylor | Easter Is Cancelled                | 2019 |
| "Dinner Lady Arms"    | D. Hawkins, J. Hawkins                   | One Way Ticket to Hell ...and Back | 2005 |
| "Don't Need Sunshine" | The Battle for Gadget Land               | Dreams on Toast                    | 2025 |

### E
| Låttitel                     | Låtskrivare                              | Utgivning                          | År   |
| ---------------------------- | ---------------------------------------- | ---------------------------------- | ---- |
| "Eastbound"                  | D. Hawkins, J. Hawkins, Poullain, Taylor | Motorheart                         | 2021 |
| "Easter Is Cancelled"        | D. Hawkins, J. Hawkins, Poullain, Taylor | Easter Is Cancelled                | 2019 |
| "English Country Garden"     | D. Hawkins, J. Hawkins                   | One Way Ticket to Hell ...and Back | 2005 |
| "Every Inch of You"          | D. Hawkins, J. Hawkins                   | Hot Cakes                          | 2012 |
| "Everybody Have a Good Time" | D. Hawkins, J. Hawkins                   | Hot Cakes                          | 2012 |

### F
| Låttitel         | Låtskrivare                              | Utgivning          | År   |
| ---------------- | ---------------------------------------- | ------------------ | ---- |
| "Forbidden Love" | D. Hawkins, J. Hawkins, Poullain         | Hot Cakes          | 2012 |
| "Friday Night"   | Graham, D. Hawkins, J. Hawkins, Poullain | Permission to Land | 2003 |

### G
| Låttitel                      | Låtskrivare                              | Utgivning                          | År   |
| ----------------------------- | ---------------------------------------- | ---------------------------------- | ---- |
| "Get Your Hands off My Woman" | Graham, D. Hawkins, J. Hawkins, Poullain | Permission to Land                 | 2003 |
| "Girlfriend"                  | D. Hawkins, J. Hawkins                   | One Way Ticket to Hell ...and Back | 2005 |
| "Givin' Up"                   | Graham, D. Hawkins, J. Hawkins, Poullain | Permission to Land                 | 2003 |
| "Grief Hammer"                | D. Hawkins, J. Hawkins                   | One Way Ticket                     | 2005 |
| "Growing on Me"               | Graham, D. Hawkins, J. Hawkins, Poullain | Permission to Land                 | 2003 |

### H
| Låttitel                      | Låtskrivare                              | Utgivning                          | År   |
| ----------------------------- | ---------------------------------------- | ---------------------------------- | ---- |
| "Hammer & Tongs"              | D. Hawkins, J. Hawkins, Poullain         | Last of Our Kind                   | 2015 |
| "Happiness"                   | D. Hawkins, J. Hawkins, Poullain, Taylor | Pinewood Smile                     | 2017 |
| "Hazel Eyes"                  | D. Hawkins, J. Hawkins                   | One Way Ticket to Hell ...and Back | 2005 |
| "Heart Explodes"              | D. Hawkins, J. Hawkins, Poullain, Taylor | Easter Is Cancelled                | 2019 |
| "Heavy Metal Lover"           | D. Hawkins, J. Hawkins, Poullain, Taylor | Easter Is Cancelled                | 2019 |
| "Holding My Own"              | Graham, D. Hawkins, J. Hawkins, Poullain | Permission to Land                 | 2003 |
| "Hot On My Tail"              | D. Hawkins, J. Hawkins, Poullain, Taylor | Dreams on Toast                    | 2025 |
| "How Can I Lose Your Love"    | D. Hawkins, J. Hawkins, Poullain, Taylor | Easter Is Cancelled                | 2019 |
| "How Dare You Call This Love" | Graham, D. Hawkins, J. Hawkins, Poullain | Growing on Me                      | 2003 |

### I
| Låttitel                                      | Låtskrivare                                        | Utgivning                                | År   |
| --------------------------------------------- | -------------------------------------------------- | ---------------------------------------- | ---- |
| "I Am Santa"                                  | D. Hawkins, J. Hawkins, Poullain, Taylor           | Last of Our Kind                         | 2015 |
| "I Believe in a Thing Called Love"            | Graham, D. Hawkins, J. Hawkins, Poullain           | Permission to Land                       | 2003 |
| "I Can't Believe It's Not Love"               | D. Hawkins, J. Hawkins                             | Hot Cakes                                | 2012 |
| "I Hate Myself"                               | Godfrey, J. Hawkins, Herrmann, Nash, Pomeroy, Todd | Dreams on Toast                          | 2025 |
| "I Love You 5 Times"                          | Graham, D. Hawkins, J. Hawkins, Poullain           | Christmas Time (Don't Let the Bells End) | 2003 |
| "I Wish I Was in Heaven"                      | D. Hawkins, J. Hawkins, Poullain, Taylor           | Pinewood Smile                           | 2017 |
| "In Another Life"                             | D. Hawkins, J. Hawkins, Poullain, Taylor           | Easter Is Cancelled                      | 2019 |
| "Is It Just Me?"                              | D. Hawkins, J. Hawkins, Poullain                   | One Way Ticket to Hell ...and Back       | 2005 |
| "It's a Love Thang (You Wouldn't Understand)" | D. Hawkins, J. Hawkins, Poullain, Taylor           | Motorheart                               | 2021 |
| "It's Love, Jim"                              | D. Hawkins, J. Hawkins, Poullain, Taylor           | Motorheart                               | 2021 |

### J
| Låttitel                    | Låtskrivare                              | Utgivning      | År   |
| --------------------------- | ---------------------------------------- | -------------- | ---- |
| "Japanese Prisoner of Love" | D. Hawkins, J. Hawkins, Poullain, Taylor | Pinewood Smile | 2017 |
| "Jussy's Girl"              | D. Hawkins, J. Hawkins, Poullain, Taylor | Motorheart     | 2021 |

### K
| Låttitel             | Låtskrivare                      | Utgivning                          | År   |
| -------------------- | -------------------------------- | ---------------------------------- | ---- |
| "Keep Me Hangin' On" | D. Hawkins, J. Hawkins           | Hot Cakes                          | 2012 |
| "Knockers"           | D. Hawkins, J. Hawkins, Poullain | One Way Ticket to Hell ...and Back | 2005 |

### L
| Låttitel                        | Låtskrivare                              | Utgivning           | År   |
| ------------------------------- | ---------------------------------------- | ------------------- | ---- |
| "Last of Our Kind"              | D. Hawkins, J. Hawkins, Poullain         | Last of Our Kind    | 2015 |
| "Lay Down with Me, Barbara"     | D. Hawkins, J. Hawkins, Poullain, Taylor | Pinewood Smile      | 2017 |
| "Laylow"                        | D. Hawkins, J. Hawkins, Poullain, Taylor | Easter Is Cancelled | 2019 |
| "Live 'til I Die"               | D. Hawkins, J. Hawkins, Poullain, Taylor | Easter Is Cancelled | 2019 |
| "Living Each Day Blind"         | D. Hawkins, J. Hawkins                   | Hot Cakes           | 2012 |
| "Love Is Not the Answer"        | D. Hawkins, J. Hawkins                   | Hot Cakes           | 2012 |
| "Love Is Only a Feeling"        | Graham, D. Hawkins, J. Hawkins, Poullain | Permission to Land  | 2003 |
| "Love on the Rocks with No Ice" | Graham, D. Hawkins, J. Hawkins, Poullain | Permission to Land  | 2003 |

### M
| Låttitel                | Låtskrivare                                    | Utgivning                        | År   |
| ----------------------- | ---------------------------------------------- | -------------------------------- | ---- |
| "Makin' Out"            | Graham, D. Hawkins, J. Hawkins, Poullain       | I Believe in a Thing Called Love | 2003 |
| "Messenger"             | Dolan-Davies, D. Hawkins, J. Hawkins, Poullain | Last of Our Kind                 | 2015 |
| "Mighty Wings"          | D. Hawkins, J. Hawkins, Poullain               | Last of Our Kind                 | 2015 |
| "Million Dollar Strong" | D. Hawkins, J. Hawkins, Poullain               | Last of Our Kind                 | 2015 |
| "Mortal Dread"          | D. Hawkins, J. Hawkins, Poullain, Taylor       | Dreams on Toast                  | 2025 |
| "Motorheart"            | D. Hawkins, J. Hawkins, Poullain, Taylor       | Motorheart                       | 2021 |
| "Mudslide"              | Dolan-Davies, D. Hawkins, J. Hawkins, Poullain | Last of Our Kind                 | 2015 |
| "My Only"               |                                                | Dreams on Toast                  | 2025 |

### N
| Låttitel                 | Låtskrivare                              | Utgivning  | År   |
| ------------------------ | ---------------------------------------- | ---------- | ---- |
| "Nobody Can See Me Cry"  | D. Hawkins, J. Hawkins, Poullain, Taylor | Motorheart | 2021 |
| "Nothin's Gonna Stop Us" | D. Hawkins, J. Hawkins, McDougal         | Hot Cakes  | 2012 |

### O
| Låttitel          | Låtskrivare                              | Utgivning                          | År   |
| ----------------- | ---------------------------------------- | ---------------------------------- | ---- |
| "One Way Ticket"  | D. Hawkins, J. Hawkins, Poullain         | One Way Ticket to Hell ...and Back | 2005 |
| "Open Fire"       | D. Hawkins, J. Hawkins, Poullain         | Last of Our Kind                   | 2015 |
| "Out of My Hands" | Graham, D. Hawkins, J. Hawkins, Poullain | I Believe in a Thing Called Love   | 2003 |

### P
| Låttitel                 | Låtskrivare                              | Utgivning                        | År   |
| ------------------------ | ---------------------------------------- | -------------------------------- | ---- |
| "Pat Pong Ladies"        | D. Hawkins, J. Hawkins, Poullain         | Hot Cakes                        | 2012 |
| "Peppermint & Chamomile" |                                          | Dreams on Toast                  | 2025 |
| "Physical Sex"           | Graham, D. Hawkins, J. Hawkins, Poullain | I Believe in a Thing Called Love | 2003 |
| "Planning Permission"    | Graham, D. Hawkins, J. Hawkins, Poullain | Love Is Only a Feeling           | 2004 |

### R
| Låttitel                        | Låtskrivare                              | Utgivning           | År   |
| ------------------------------- | ---------------------------------------- | ------------------- | ---- |
| "Rack of Glam"                  | D. Hawkins, J. Hawkins, Poullain, Taylor | Pinewood Smile      | 2017 |
| "Roaring Waters"                | D. Hawkins, J. Hawkins, Poullain         | Last of Our Kind    | 2015 |
| "Rock and Roll Deserves to Die" | D. Hawkins, J. Hawkins, Poullain, Taylor | Easter Is Cancelled | 2019 |
| "Rock and Roll Party Cowboy"    |                                          | Dreams on Toast     | 2025 |
| "Rock in Space"                 | D. Hawkins, J. Hawkins, Poullain, Taylor | Pinewood Smile      | 2017 |

### S
| Låttitel                              | Låtskrivare                                     | Utgivning                          | År   |
| ------------------------------------- | ----------------------------------------------- | ---------------------------------- | ---- |
| "Sarah Oh Sarah"                      | D. Hawkins, J. Hawkins, Poullain                | Last of Our Kind                   | 2015 |
| "Seagulls (Losing My Virginity)"      | D. Hawkins, J. Hawkins, Poullain, Taylor        | Pinewood Smile                     | 2017 |
| "Seemed Like a Good Idea at the Time" | D. Hawkins, J. Hawkins, Poullain                | One Way Ticket to Hell ...and Back | 2005 |
| "Shake (Like a Lettuce Leaf)"         | D. Hawkins, J. Hawkins                          | Is It Just Me?                     | 2006 |
| "She Just a Girl, Eddie"              | D. Hawkins, J. Hawkins                          | Hot Cakes                          | 2012 |
| "Shit Ghost"                          | D. Hawkins, J. Hawkins                          | Is It Just Me?                     | 2006 |
| "So Long"                             | J. Hawkins                                      | Motorheart                         | 2021 |
| "Solid Gold"                          | D. Hawkins, J. Hawkins, Poullain, Taylor        | Pinewood Smile                     | 2017 |
| "Southern Trains"                     | D. Hawkins, J. Hawkins, Poullain, Taylor        | Pinewood Smile                     | 2017 |
| "Speed of the Nite Time"              | Birch, D. Hawkins, J. Hawkins, Poullain, Taylor | Motorheart                         | 2021 |
| "Stampede of Love"                    | D. Hawkins, J. Hawkins, Poullain, Taylor        | Pinewood Smile                     | 2017 |
| "Sticky Situations"                   | D. Hawkins, J. Hawkins, Poullain, Taylor        | Motorheart                         | 2021 |
| "Street Spirit (Fade Out)"            | Greenwood, O'Brien, Greenwood, Selway, Yorke    | Hot Cakes                          | 2012 |
| "Stuck in a Rut"                      | Graham, D. Hawkins, J. Hawkins, Poullain        | Permission to Land                 | 2003 |
| "Sutton Hoo"                          | D. Hawkins, J. Hawkins, Poullain, Taylor        | Easter Is Cancelled                | 2019 |

### T
| Låttitel                          | Låtskrivare                                   | Utgivning                   | År   |
| --------------------------------- | --------------------------------------------- | --------------------------- | ---- |
| "The Age of Darkness"             | D. Hawkins, J. Hawkins, May, Poullain, Taylor | Motorheart                  | 2021 |
| "The Battle for Gadget Land"      | The Battle for Gadget Land                    | Dreams on Toast             | 2025 |
| "The Best of Me"                  | Graham, D. Hawkins, J. Hawkins, Poullain      | Get Your Hands off My Woman | 2003 |
| "The Horn"                        | Graham, D. Hawkins, J. Hawkins, Poullain      | The Horn                    | 2013 |
| "The Longest Kiss"                | D. Hawkins, J. Hawkins, Poullain, Taylor      | Dreams on Toast             | 2025 |
| "The Power and the Glory of Love" | D. Hawkins, J. Hawkins, Poullain, Taylor      | Motorheart                  | 2021 |
| "The Wishing Well"                | D. Hawkins, J. Hawkins, Poullain, Taylor      | Dreams on Toast             | 2025 |

### U
| Låttitel  | Låtskrivare                              | Utgivning      | År   |
| --------- | ---------------------------------------- | -------------- | ---- |
| "Uniball" | D. Hawkins, J. Hawkins, Poullain, Taylor | Pinewood Smile | 2017 |

### W
| Låttitel                       | Låtskrivare                                     | Utgivning           | År   |
| ------------------------------ | ----------------------------------------------- | ------------------- | ---- |
| "Walking Through Fire"         | D. Hawkins, J. Hawkins, Poullain, Taylor        | Dreams on Toast     | 2025 |
| "Wanker"                       | D. Hawkins, J. Hawkins                          | One Way Ticket      | 2005 |
| "We Are the Guitar Men"        | D. Hawkins, J. Hawkins, Poullain, Taylor        | Easter Is Cancelled | 2019 |
| "Weekend in Rome"              | D. Hawkins, J. Hawkins, Poullain, Smith, Taylor | Dreams on Toast     | 2025 |
| "Welcome Tae Glasgae"          | D. Hawkins, J. Hawkins, Poullain, Taylor        | Motorheart          | 2021 |
| "Wheels of the Machine"        | D. Hawkins, J. Hawkins, Poullain                | Last of Our Kind    | 2015 |
| "Why Don't the Beautiful Cry?" | D. Hawkins, J. Hawkins, Poullain, Taylor        | Pinewood Smile      | 2017 |
| "With a Woman"                 | D. Hawkins, J. Hawkins, Poullain                | Hot Cakes           | 2012 |

### Y
| Låttitel                                              | Låtskrivare                              | Utgivning  | År   |
| ----------------------------------------------------- | ---------------------------------------- | ---------- | ---- |
| "You Don't Have to Be Crazy About Me... But It Helps" | D. Hawkins, J. Hawkins, Poullain, Taylor | Motorheart | 2021 |

## Outgivet material
| Låttitel                       | Notering                                                      | Referens |
| ------------------------------ | ------------------------------------------------------------- | -------- |
| "All the Way"                  | Demo inspelad 2000.                                           | [ 1 ]    |
| "Buffet"                       | Framförd live 2003 och 2004. Tidigare känd som "Tollund Man". | [ 2 ]    |
| "Catie's Amazing Machines"     | Soundtrack till TV-serie. Inspelad 2018.                      | [ 3 ]    |
| "Dune Patrol"                  | Framförd live 2003.                                           | [ 4 ]    |
| "Fastback"                     |                                                               | [ 5 ]    |
| "Full Moon (Evening of Lies)"  | Framförd live 2004.                                           | [ 6 ]    |
| "Get Well Soon"                | Framförd live 2000.                                           | [ 7 ]    |
| "Gimme Your Love"              | Framförd live 2000.                                           | [ 7 ]    |
| "Hell's Gazelle"               | Framförd live 2000.                                           | [ 7 ]    |
| "I Had a Dream"                | Framförd live 2000. Demo inspelad 2000.                       | [ 1 ]    |
| "I Need You"                   | Framförd live 2000. Demo inspelad 2000.                       | [ 1 ]    |
| "Jamaicar"                     |                                                               | [ 5 ]    |
| "Junk Trunk"                   |                                                               | [ 5 ]    |
| "Nasty Habit"                  | Framförd live 2002.                                           | [ 8 ]    |
| "Put Me Down"                  | Framförd live 2000.                                           | [ 7 ]    |
| "Put on This Earth to Rock"    | Framförd live 2001.                                           | [ 9 ]    |
| "Second Fiddle"                | Demo inspelad 2013.                                           | [ 10 ]   |
| "Sleazy Peazy"                 |                                                               | [ 5 ]    |
| "Spoiler"                      |                                                               | [ 5 ]    |
| "Sushi"                        |                                                               | [ 11 ]   |
| "Up Shit Creek"                | Framförd live 2004.                                           | [ 12 ]   |
| "Vets in Denim"                | Framförd live 2000.                                           | [ 7 ]    |
| "Wave Us Goodbye"              | Framförd live 2000.                                           | [ 7 ]    |
| "We Can Keep Ourselves Amused" |                                                               | [ 13 ]   |
| "Where Do I Stand?"            | Framförd live 2002.                                           | [ 14 ]   |